# Гаспра-Исар
Гаспра-Исар (также Исар-Кая, Гаспринский Исар) — скала со средневековым укреплением XII—XIII века. Располагалась на северной окраине посёлка Гаспра (Ялта), в 2 км к северо-западу от мыса Ай-Тодор, над Гаспрой, выше шоссе Ялта-Севастополь. Памятник исследовал О. И. Домбровский в 1961—1962 годах в связи с уничтожением скалы при строительстве дороги — взорвана в 1963 году для получения щебня для строительных работ на шоссе Ялта-Севастополь.

## История
Скала имела маленькую площадку на вершине. Вход был с восточной стороны. На плоской вершине скалы в рамках раскопок был обнаружен большой дом, который сгорел во время пожара XIII века. Здесь же под открытым навесом здания находилась кузница с горном. Размер укрепленного двора на площадках скалы 20 х 54 и 12×30 м (площадь городища 0,1 га). На меньшем скальном площадке была небольшая башня. Рядом в щели между скалами была двухкамерная хозяйственная постройка, цистерна для воды, кладовая, устроенная в пещере. Историк Лев Фирсов побывал на исаре во время взрывных работ 1963 года: в развалах он наблюдал большое количество обломков черепицы и гончарной посуды, также он единственный отметил, что стены были сложены византийским способом — типичной панцирной кладкой на известковом растворе и на основании наблюдений относил начало жизни крепости к VIII веку.
Первое описание укрепления оставил Пётр Кеппен в книге «О древностях южнаго берега Крыма и гор Таврических» 1837 года (учёный употреблял оба современных названия: Гаспра-Исар и Исар-Кая). Отмечалась естественная неприступность крепости, окружённой обрывами высотой в 24 сажени — только «…стена шагов 20 длиной». Размеры укрепления по Кёппену: 40 на 8 шагов с небольшими ответвлениями и преграждённый короткими стенами вход с восточной стороны. Н. Л. Эрнст в статье 1935 года назвал крепость «греко-готской», отметив, что она располагалась у двух зубцов на вершине скалы.